# أولاد كواوش الغربيين (أولاد كواوش)
أولاد كواوش الغربيين هي إحدى مشيخات المملكة المغربية، تتبع جغرافيا لإقليم خريبكة وإداريًا لأولاد كواوش. يقدر عدد سكانها بـ 1739 نسمة حسب الإحصاء الرسمي للسكان والسكنى لسنة 2004.